# Celia Imrie
Celia Diana Savile Imrie (Guildford, Surrey,  1952. július 15. –) angol színésznő, számos brit mozifilm és tévésorozat szereplője. 
Ismertebb filmszerepei közé tartozik a Bridget Jones-sorozat, a Felül semmi (2003), a Nanny McPhee (2005), a Keleti nyugalom – Marigold Hotel (2011), a Keleti nyugalom – A második Marigold Hotel (2015), a Mamma Mia! Sose hagyjuk abba (2018) filmek és a Jobb idők (2016–2022) brit tévésorozat.

## Élete és pályafutása
Apja, David Andrew Imrie radiológus a skóciai Glasgow-ból származott. Anyja Diana Elizabeth Blois-Cator. Leányuk, Celia Angliában, Surrey grófságban, Guildford városában született 1952-ben. A helyi Guildford High School középiskola elvégzése után a Guildford School of Acting színiiskolában tanult színészmesterséget.
Az 1970-as évek elején kapta első filmszerepeit, azóta több, mint 120 mozifilmben, tévéprodukcióban és sorozatban jelent meg. Hazájában, Nagy-Britanniában nagy ismertséget és népszerűséget szerzett Victoria Wood televíziós showműsor-készítővel és humoristával való közös munkái révén, így 1998–2000 között a Victoria Wood as Seen on TV és a Dinnerladies tévésorozatokkal, amelyek összes epizódjában Imrie volt a főszereplő. A londoni színpadokon Imrie állandó szerepeket vitt Woods Acorn Antiques című musicaljéban, és ennek későbbi filmes változataiban is. Itteni alakításáért 2006-ban megkapta a legjobb női musical-mellékszereplőnek járó Laurence Olivier-díjat.
Filmes szerepekben is nevet szerzett. Első kis szerepeiben pincérnőket, komornákat alakított. 1986-ban Hegylakóban Kate-t, Connor McLoad (Christopher Lambert) rajongó szeretőjét játszotta, aki ugyanolyan veszettül akarja elpusztítani Connort, akit démonnak hisz. Szerepelt a Bridget Jones-sorozat mindhárom filmjében, ahol Bridget anyjának minden lében kanál barátnőjét, Una Alconburyt alakította. A 2003-as Felül semmi vígjátékban a polgármester feleségét, a 2005-ös Nanny McPhee gyermekfilmben (2005) a gonosz mostohaanya szerepére vágyó özvegy Mrs. Quickly-t alakította. A Keleti nyugalom – Marigold Hotel-ban (2011) és annak folytatásában, a Keleti nyugalom – A második Marigold Hotel-ben (2015) a gazdag férje vadászó Marge Hardcastle kisasszony szerepében remekelt.
2018-ban meghívták Amerikai Filmakadémiára, az Oscar-díjakat odaítélő testület tagságára.

## Magánélete
Egy 2016-os interjúban elmondta, hogy 14 éves korában (1966-ban) anorexia nervosát diagnosztizáltak nála, és be kellett feküdnie a londoni Royal Waterloo Gyermekkórházba. Egy vitatott munkásságú, bigottan vallásos pszichiáter, bizonyos William Sargant (1907–1988) kezébe került, aki elektrosokk-terápiával gyötörte és klórpromazin-tartalmú antipszichotikus gyógyszereket szedetett vele nagy adagokban.
Celia Imrie nem ment férjhez, mert a házasságot a „takargatások és kompromisszumok világának” tartotta. 
Élettársától, Benjamin Whitrow színésztől 1994-ben egy fia született, Angus Imrie. Ő is színész lett. 2007-ben anyjával együtt szerepelt a Kingdom – Az igazak ügyvédje tévésorozatban. A Warwicki Egyetemen tanult színészmesterséget.
Celia Imrie felváltva él Londonban és a dél-franciaországi Nizzában

## Filmográfia

### Film
| Év   | Magyar cím                                      | Eredeti cím                                     | Szerep                            | Magyar hang       |
| ---- | ----------------------------------------------- | ----------------------------------------------- | --------------------------------- | ----------------- |
| 1973 |                                                 | Assassin                                        | Stacy titkárnője                  |                   |
| 1974 |                                                 | House of Whipcord                               | Barbara                           |                   |
| 1978 | Halál a Níluson                                 | Death on the Nile                               | komorna (stáblistán nem szerepel) |                   |
| 1983 | A gonosz Lady                                   | The Wicked Lady                                 | szolga a fogadóban                |                   |
| 1986 | Hegylakó                                        | Highlander                                      | Kate                              | Kéri Kitty        |
| 1992 |                                                 | Blue Black Permanent                            | Barbara Thorburn                  |                   |
| 1994 | Frankenstein                                    | Mary Shelley's Frankenstein                     | Mrs. Moritz                       | Fodor Zsóka       |
| 1995 | Hamlet, vagy amit akartok                       | In the Bleak Midwinter                          | Fadge                             |                   |
| 1997 | Csenő manók                                     | The Borrowers                                   | Mrs. Ketyegő                      | Zsurzs Kati       |
| 1997 | Csenő manók                                     | The Borrowers                                   | Mrs. Ketyegő                      | Farkasinszky Edit |
| 1998 | Hilary és Jackie                                | Hilary and Jackie                               | Iris Du Pré                       | Orosz Helga       |
| 1998 |                                                 | Hiccup (rövidfilm)                              | Judy                              |                   |
| 1999 | Star Wars I. rész – Baljós árnyak               | Star Wars: Episode I – The Phantom Menace       | Bravo 5 vadászrepülő-pilóta       |                   |
| 2001 | Bridget Jones naplója                           | Bridget Jones's Diary                           | Una Alconbury                     | Pálos Zsuzsa      |
| 2001 | Szerencsés McLépés                              | Lucky Break                                     | Amy Chamberlain                   |                   |
| 2001 | Az elveszett ereklye kalandorai – A Loculus-kód | Revelation                                      | Harriet Martel                    |                   |
| 2002 |                                                 | Thunderpants                                    | Miss Rapier                       |                   |
| 2002 | A Szív és vidéke                                | Heartlands                                      | Sonja                             | Bodor Böbe        |
| 2003 | Felül semmi                                     | Calendar Girls                                  | Celia                             | Frajt Edit        |
| 2003 |                                                 | Out of Bounds                                   | Dr. Imogen Reed                   |                   |
| 2004 | Wimbledon – Szerva itt, szerelem ott            | Wimbledon                                       | Lydice Kenwood                    |                   |
| 2004 | Bridget Jones: Mindjárt megőrülök!              | Bridget Jones: The Edge of Reason               | Una Alconbury                     | Pálos Zsuzsa      |
| 2005 | Gyerekkorom Afrikában                           | Wah-Wah                                         | Lady Riva Hardwick                | Illyés Mari       |
| 2005 | Egy szoknya, egy szoknya                        | Imagine Me & You                                | Tessa                             | Götz Anna         |
| 2005 | Nanny McPhee – A varázsdada                     | Nanny McPhee                                    | Mrs. Quickly                      |                   |
| 2007 | St. Trinian’s – Nem apácazárda                  | St Trinian's                                    | nővér                             |                   |
| 2009 | St. Trinian’s 2. – A Fritton-arany legendája    | St Trinian's 2: The Legend of Fritton's Gold    | nővér                             | Tímár Éva         |
| 2010 | Férfit látok álmaidban                          | You Will Meet a Tall Dark Stranger              | Enid Wicklow                      |                   |
| 2010 |                                                 | The Man Who Married Himself (rövidfilm)         | anya                              |                   |
| 2011 | Keleti nyugalom – Marigold Hotel                | The Best Exotic Marigold Hotel                  | Madge Hardcastle                  | Bánsági Ildikó    |
| 2011 |                                                 | My Angel                                        | könyvtáros                        |                   |
| 2012 |                                                 | Acts of Godfrey                                 | Helen McGann                      |                   |
| 2013 | Százkarátos szerelem                            | The Love Punch                                  | Pen                               | Zsurzs Kati       |
| 2014 | Viking vakáció                                  | What We Did on Our Holiday                      | Agnes Chisolm                     | Pálos Zsuzsa      |
| 2014 |                                                 | Nativity 3: Dude, Where's My Donkey?            | Clara Keen                        |                   |
| 2015 | Keleti nyugalom – A második Marigold Hotel      | The Second Best Exotic Marigold Hotel           | Madge Hardcastle                  | Bánsági Ildikó    |
| 2015 | Molly Moon és a hipnózis könyve                 | Molly Moon and the Incredible Book of Hypnotism | Edna, szakácsnő                   |                   |
| 2016 |                                                 | Year by the Sea                                 | Erikson                           |                   |
| 2016 | Pusszantalak, drágám – A film                   | Absolutely Fabulous: The Movie                  | Claudia Bing                      | Borbás Gabi       |
| 2016 | Bridget Jones babát vár                         | Bridget Jones's Baby                            | Una Alconbury                     | Pálos Zsuzsa      |
| 2017 | Az egészség ellenszere                          | A Cure for Wellness                             | Victoria Watkins                  | Borbás Gabi       |
| 2017 | Szörnyen boldog család                          | Monster Family                                  | Cheyenne (hangja)                 | Kovács Nóra       |
| 2017 | Szörnyen boldog család                          | Monster Family                                  | Cheyenne (hangja)                 | Farkasinszky Edit |
| 2017 | Táncterápia                                     | Finding Your Feet                               | Bif                               | Borbás Gabi       |
| 2017 | Táncterápia                                     | Finding Your Feet                               | Bif                               | Kiss Mari         |
| 2018 |                                                 | Malevolent                                      | Mrs. Green                        |                   |
| 2018 | Mamma Mia! Sose hagyjuk abba                    | Mamma Mia! Here We Go Again                     | kancellár-helyettes               | Kiss Erika        |
| 2018 |                                                 | Nativity Rocks!                                 | Mrs. Keen                         |                   |
| 2020 | Notting Hill-i cukrászda                        | Love Sarah                                      | Mimi                              |                   |
| 2022 |                                                 | Fifty-Four Days (rövidfilm)                     | Gloria                            |                   |
| 2022 | Karácsony a farmon                              | Christmas on Mistletoe Farm                     | Miss Womble                       | Kiss Mari         |
| 2023 | Múmiák                                          | Mummies                                         | anya (angol hangja)               |                   |
| 2023 | Ráadásszerelem                                  | Love Again                                      | Gina Valentine                    |                   |
| 2023 | Édes búcsú                                      | Good Grief                                      | Imelda                            | Molnár Zsuzsanna  |
| 2025 | Bridget Jones: Bolondulásig                     | Bridget Jones: Mad About the Boy                | Una Alconbury                     | Pálos Zsuzsa      |

### Televízió

#### Tévéfilm
| Év   | Magyar cím                | Eredeti cím                   | Szerep            | Magyar hang       |
| ---- | ------------------------- | ----------------------------- | ----------------- | ----------------- |
| 1989 | Holdfény és árnyék        | Murder by Moonlight           | Patsy Diehl       |                   |
| 1990 |                           | The World of Eddie Weary      | Birdie            |                   |
| 1992 |                           | Thacker                       | Ann Hadon Smith   |                   |
| 1993 |                           | A Question of Guilt           | Sissy Malton      |                   |
| 1994 |                           | The Return of the Native      | Susan Nunsuch     |                   |
| 1996 |                           | The Writing on the Wall       | Kirsty            |                   |
| 1997 | Gyogyós gyógyintézet      | Hospital!                     | Muriel nővér      | Simonyi Krisztina |
| 1997 | Rejtély Rodoszon          | Into the Blue                 | Nadine Cunningham |                   |
| 1997 | A canterville-i kísértet  | The Canterville Ghost         | Lucy Otis         | Hámori Ildikó     |
| 1997 |                           | Mr. White Goes to Westminster | Victoria Madison  |                   |
| 1999 | Karácsonyi ének           | A Christmas Carol             | Mrs. Bennett      |                   |
| 2001 | Vasutas Jim               | Station Jim                   | Miss Frazier      | Szitás Barbara    |
| 2002 | Gomolygó viharfelhők      | The Gathering Storm           | Violet Pearman    |                   |
| 2005 | Mr. Harvey gyertyát gyújt | Mr. Harvey Lights a Candle    | Miss Davies       |                   |
| 2010 | Út a sikerhez             | The Road to Coronation Street | Doris Speed       |                   |
| 2012 |                           | Hacks                         | Tabby             |                   |
| 2019 |                           | Cinderella: After Ever After  | Madame Blackheart |                   |

#### Sorozat
- 2023: A diplomata (The Diplomat); tévésorozat; Margaret Roylin
- 2022: Jobb idők (Better Things); tévésorozat; Phyllis
- 2020–2021: A bizalom ára (Keeping Faith); tévésorozat; Rose Fairchild
- 2018: Távterápia (Hang Ups), tévésorozat; Maggie Pitt
- 2018: Patrick Melrose; tévésorozat; Kettle
- 2016: A holnap legendái (Legends of Tomorrow); tévésorozat; Mary Xavier
- 2015: Vicious; tévésorozat; Lillian Haverfield-Wickham
- 2014: A mi kis állatkertünk (Our Zoo); tévé-minisorozat; Lady Daphne Goodwin
- 2013: Szerelem és házasság (Love & Marriage); tévésorozat; Rowan Holdaway
- 2013: Ki vagy, doki? (Doctor Who); tévésorozat; Miss Kizlet
- 2012: Lewis - Az oxfordi nyomozó (Lewis); tévésorozat; Michelle Marber
- 2012: Titanic; tévé-minisorozat; Grace Rushton
- 2007–2009: Kingdom – Az igazak ügyvédje (Kingdom); tévésorozat; Gloria Millington
- 2006: Agatha Christie: Poirot; tévésorozat; „Taken at the Flood” c. rész, Kathy Cloade nagynéni
- 2006: Victoria Woods: Acorn Antiques: The Musical; videofilm-sorozat; Miss Babs
- 2004: Agatha Christie: Marple; tévésorozat; „Paddington 16:50” c. rész; Madame Joilet
- 2004: Doc Martin; tévésorozat; Susan Brading
- 2002: Doktor Zsivágó (Doctor Zhivago); minisorozat; Anna Gromiko
- 2002: Daniel Deronda; tévésorozat; Mrs. Meyrick
- 2002: A Sparkhouse-farm (Sparkhouse); tévé-minisorozat; Kate Lawton
- 2002: Heartbeat; tévésorozat; Sylvia Langley
- 2000: Randall & Hopkirk (Deceased); tévésorozat; McKern professzornő
- 1995–2001: Pusszantlak, drágám! (Absolutely Fabulous); tévésorozat; Claudia Bing
- 2001: Kisvárosi gyilkosságok (Midsomer Murders); tévésorozat, „Sötét ősz” c. epizód, Louise August
- Szerelem hideg éghajlat alatt (Love in a Cold Climate); tévé-minisorozat; Sadie néni
- 1996: Dalziel és Pascoe nyomoz (Dalziel and Pascoe); tévésorozat; Christina Chance
- 2000: Gormenghast; tévé-minisorozat; Lady Gertrude
- 1997: Tom Jones, egy talált gyermek históriája (The History of Tom Jones, a Foundling); tévé-minisorozat; Mrs. Miller
- 1995–1996: Black Hearts in Battersea; tévésorozat; Battersea hercegné
- 1995: Baleseti sebészet (Casualty); tévésorozat; Elizabeth Clayton
- 1992: Van der Valk; tévésorozat; Marijke Dekker
- 1990: A narancs nem az egyetlen gyümölcs (Oranges Are Not the Only Fruit); tévé-minisorozat; Miss Jewsbury
- 1989: Victoria Wood; tévésorozat; több szerepben
- 1988–1989: The New Statesman; tévésorozat; Hilary
- 1988: Blind Justice; tévé-minisorozat; Mrs. Welsh
- 1988: Taggart felügyelő (Taggart); tévésorozat; Helen Lomax
- 1985–1987: Victoria Wood: As Seen on TV; tévésorozat; több szerepben
- 1987: Victoria Wood: Acorn Antiques; tévé / videofilm; Babs
- 1983: Bergerac; tévésorozat; Marianne
- 1981: The Nightmare Man; tévésorozat; Fiona Patterson
- 1974: Upstairs, Downstairs; tévésorozat; Jenny
- 1971: The Fenn Street Gang; tévésorozat; fiatal nő (név nélkül)